# 3. slovenská fotbalová liga 2015/2016
V soubojích 23. ročníku 3. slovenské fotbalové ligy 2015/16 se utkalo dohromady 66 týmů.

## Nové týmy v sezoně 2015/16
Nováčky ve skupině Bratislava se staly vítězové jednotlivých skupin čtvrté ligy BFZ – FK Lokomotíva Devínska Nová Ves (sk. A) a PŠC Pezinok (sk. B). Do skupiny Západ ze druhé ligy sestoupily týmy MFK Dubnica nad Váhom a FC ŠTK 1914 Šamorín, postupujícími ze čtvrté ligy ZsFZ se staly týmy FC Baník HN Prievidza & Handlová (vítěz sk. Severozápad) a FC Slovan Galanta (vítěz sk. Jihovýchod).
Ve skupině Střed se nováčky staly vítězové jednotlivých skupin čtvrté ligy SsFZ – TJ Družstevník Liptovská Štiavnica (sk. Sever) a FO ŽP ŠPORT Podbrezová „B“ (sk. Jih). Dalším postupujícím ze čtvrté ligy SsFZ se stal čtvrtý tým jižní skupiny MFK Detva. Do skupiny Východ ze druhé ligy sestoupily týmy FK Bodva Moldava nad Bodvou a FK Slavoj Trebišov, postupujícími ze čtvrté ligy VsFZ se staly týmy TJ Rozvoj Pušovce (vítěz sk. Sever) a FK Krásna (vítěz sk. Jih). Třináctý celek východní skupiny ŠK Futura Humenné byl před zahájením sezóny přesunut do Svidníku.